# مسجد حاج صفرعلی
مسجد و مدرسه حاج صفرعلی در ضلع جنوب غربی بلوار چای‌کنار، تقاطع خیابان دارایی در شهر تبریز واقع است. این مسجد در ضلع شمالی حیاط مدرسه حاج صفر علی، در یمنی دوز بازار، واقع شده‌است. این اثر در تاریخ ۲۸ شهریور ۱۳۸۶ با شمارهٔ ثبت ۱۹۵۸۱ به‌عنوان یکی از آثار ملی ایران به ثبت رسیده است.

## نامگذاری
این مسجد به نام بانی فعلی آن، بازرگان معاصر نایب السطنه، حاج صفرعلی خوئی، خوانده شده‌است.

## تاریخ بنا
تاریخ ساخت این مسجد به زمان صفویه بر می‌گردد؛ و در زمان نایب‌السلطنه، عباس میرزا به صورت فعلی بازسازی شده‌است.

## معماری
این مسجد دارای گنبدی بلند با مناره‌ای منقش به کاشی‌های آبی رنگ، که کلاهک و قسمتی از بالای آن فرو ریخته‌است. ساختمان این مسجد در حد اعلای تقارن و استحکام بناء شده‌است. با وجود اینکه در سیل معروف سال ۱۲۸۸ ه. ق تا بیشتر از نصف فضای مسجد را پر کرده بود ولی خوشبختانه آسیبی به آن نرسید.

## نگارخانه

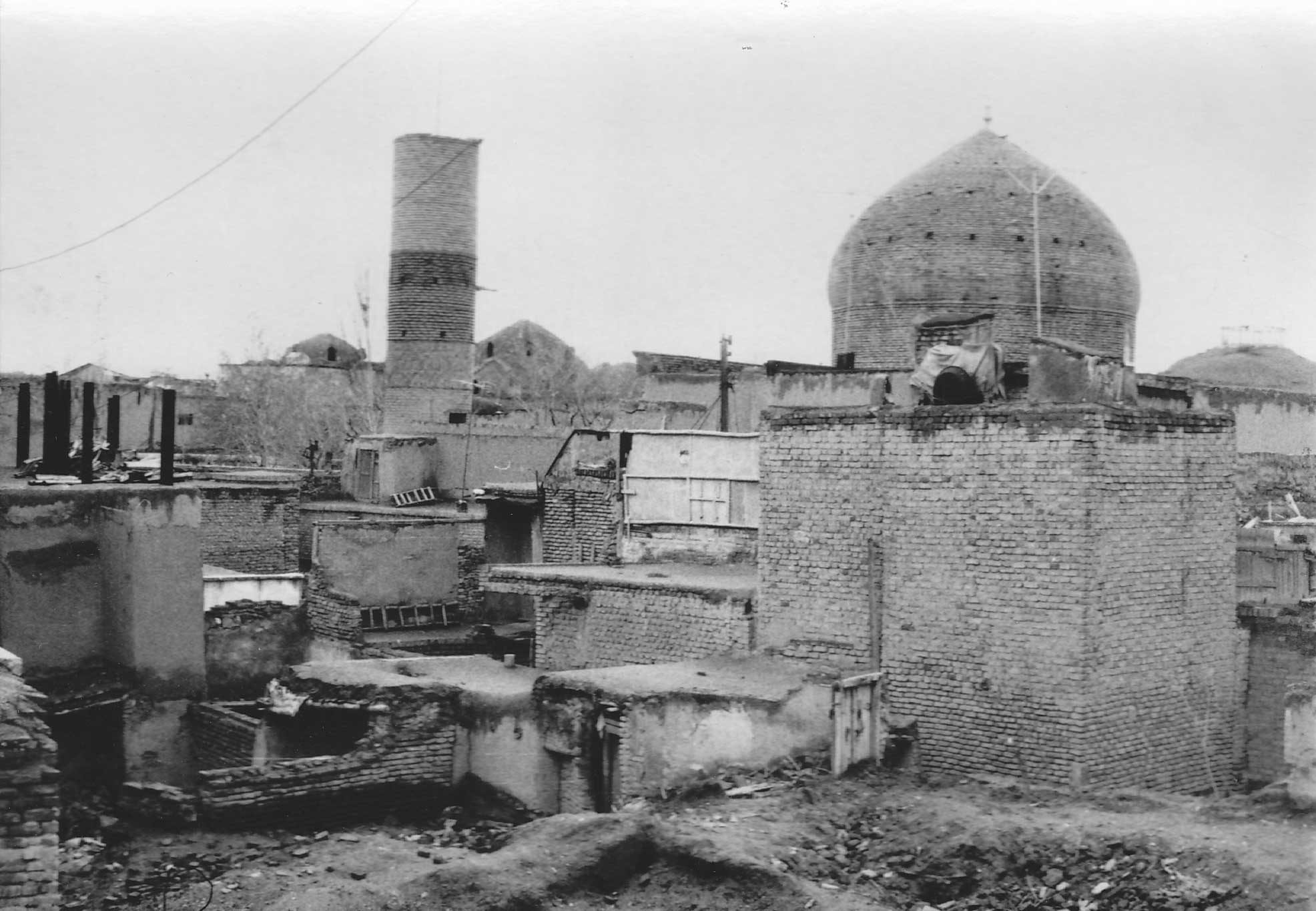
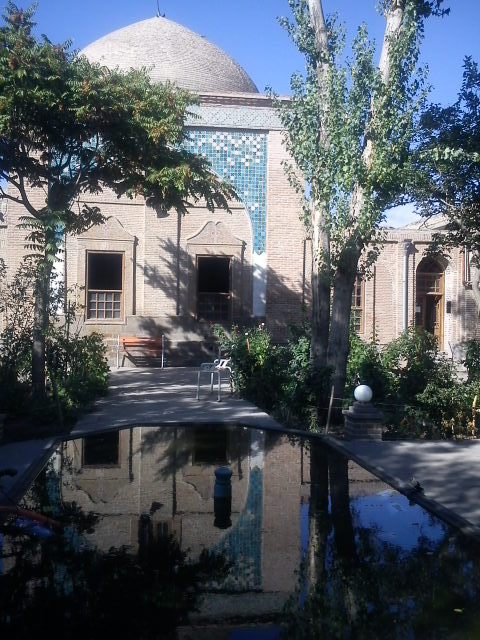
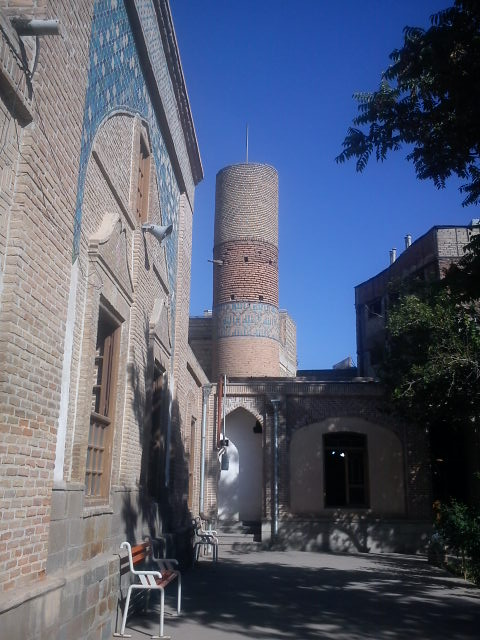
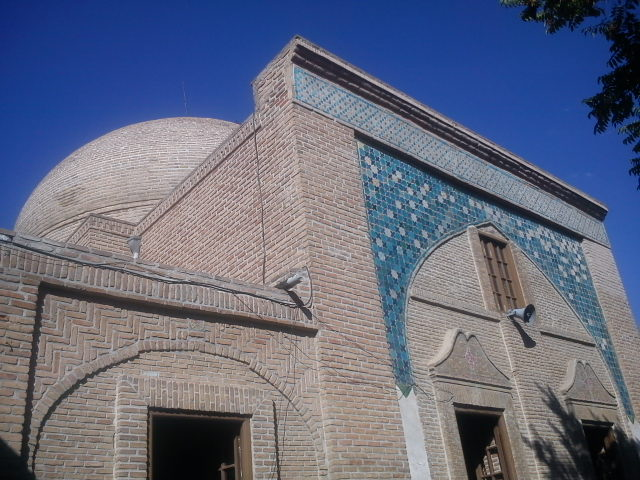